# Francisco de Bobadilla
Francisco de Bobadilla (* um 1448; † 1502) war ein spanischer Kolonialverwalter, Untersuchungsrichter und Gouverneur von Westindien. Er setzte Christoph Kolumbus als Vizekönig ab und ließ ihn, gemeinsam mit seinen beiden Brüdern Diego und Bartolomeo, in Ketten legen und nach Spanien zurückschicken.

## Leben und Wirken

### Frühe Jahre
Geburtsdatum und Geburtsort von Bobadilla sind nicht bekannt. Allerdings stammte er aus Aragon und war wohl ein langjähriger Günstling des Königshauses. Zudem deutet vieles darauf hin, dass er Ritter des Calatravaordens war.

### Misswirtschaft in den Kolonien
Nach der Zweiten Reise des Christoph Kolumbus, bei der mit La Isabela erstmals eine Siedlungskolonie in der Neuen Welt gegründet worden war, kam es gehäuft zu Klagen über den autoritären Führungsstil der Brüder Kolumbus und die angebliche Misswirtschaft in den Kolonien. Mehrmals erhoben sich bewaffnete Kolonisten gegen den Vizekönig und erzwangen Zugeständnisse und mehr Autonomie. Schließlich wurden, wenn auch unbegründete, Vorwürfe laut, Kolumbus habe Gold- und Perlenfunde unterschlagen und wirtschafte in die eigene Tasche.
Die Katholischen Könige hatten jedoch ein starkes Interesse daran, die wirtschaftliche und politische Kontrolle über die neu entdeckten Territorien in der Neuen Welt zu behalten. Sie beschlossen daher, die Vorfälle näher zu untersuchen und – anfangs wohl eher widerstrebend – Kolumbus als Gouverneur und Vizekönig abzusetzen.

### Der Untersuchungsrichter und Statthalter
Zu diesem Zweck wurde am 21. Mai 1499 Francisco de Bobadilla zum Gouverneur der Gebiete in Übersee (Las Indias) und Untersuchungsrichter (juez pisquisidor) ernannt und mit allen königlichen Vollmachten ausgestattet. Die Krone zögerte jedoch noch ein Jahr mit der Umsetzung dieses Beschlusses, so dass Bobadilla erst am 23. August 1500 mit zwei Karavellen, 500 Soldaten und 14 ursprünglich von Kolumbus versklavten Taínos, die von Königin Isabella I. zurück in ihre Heimat geschickt wurden, Santo Domingo auf der Insel Hispaniola erreichte. Nachdem er einen Monat vergeblich versucht hatte, Kolumbus dazu zu bewegen, sein Amt als Gouverneur und Vizekönig freiwillig niederzulegen, ließ er Christoph Kolumbus sowie seine beiden Brüder Bartolomeo und Diego in Ketten legen, konfiszierte deren Hab und Gut und schickte sie zurück nach Spanien. Dort musste sich Kolumbus vor dem Bischof und Staatsmann Juan Rodríguez de Fonseca verantworten, der bald zur obersten Instanz aller Angelegenheiten der spanischen Kolonien in Übersee aufsteigen sollte.
Da es jedoch auch Bobadilla nicht gelang, die neu entdeckten Territorien zu befrieden und die aufständischen Kolonisten im Sinne der Krone der spanischen Zentralverwaltung zu unterstellen, wurde er als Statthalter im Jahr 1502 von Nicolás de Ovando abgelöst.

### Rückkehr nach Europa und Tod auf See
Bei seiner Rückkehr nach Europa geriet Bobadillas Schiff in einen Wirbelsturm; er selbst ertrank. Ironischerweise war es gerade der rehabilitierte Christoph Kolumbus, der als erfahrener Seemann vor einem heraufziehenden Hurrikan gewarnt und dringend von einem Auslaufen der Flotte abgeraten hatte.
Bobadilla entdeckte die Goldvorkommen von San Cristoforo und begann mit deren Ausbeutung, die von seinen Nachfolgern fortgesetzt wurde.